# ایرپاتاک
ایرپاتاک (به مجاری: Érpatak) یک منطقهٔ مسکونی در مجارستان است که در ناحیه نادی‌کالو واقع شده‌است. ایرپاتاک ۳۱٫۳۳ کیلومتر مربع مساحت و ۱٬۸۵۵ نفر جمعیت دارد.